# Панайот Георгиев
Панайот Атанасов Георгиев е български политик, кмет на Стара Загора.

## Биография
Георгиев е роден в попадналото след Междусъюзническата война в Гърция костурско село Поздивища (днес Халара) в 1915 г. В 1923 г. семейството му емигрира в България и се установява в Стара Загора. Георгиев работи кооперативен служител, оксиженист, електроженист, а след Деветосептемврийския преврат в 1944 година в Народната милиция, Старозагорския градски комитет на Българската комунистическа партия и като заместник-министър на БДЖ. От 1948 до 1949 за една година е кмет на Стара Загора.
Умира през 1954 година в София.